# Vlkanov
Vlkanov är en ort i Tjeckien.   Den ligger i regionen Plzeň, i den västra delen av landet, 130 km sydväst om huvudstaden Prag. Vlkanov ligger 450 meter över havet och antalet invånare är 117.
Terrängen runt Vlkanov är kuperad åt sydväst, men åt nordost är den platt. Runt Vlkanov är det ganska tätbefolkat, med 72 invånare per kvadratkilometer. Närmaste större samhälle är Domažlice, 10,4 km sydost om Vlkanov. Trakten runt Vlkanov består till största delen av jordbruksmark.